# Elemek
Az Elemek (eredetileg görögül Στοιχεία [Sztoikheia]) Eukleidész nevezetes összefoglaló munkája a matematika elemeiről. Amikor a szerző megjelölése nélkül említik, erről a műről van szó.

## Előzmények
Eukleidészt megelőzően mások is írtak tankönyvet, összefoglalót Elemek címmel. Eukleidész könyve a hasonló jellegű munkák közül az utolsó, amelynek létezéséről tudunk, és az egyetlen, amely nemcsak töredékekben maradt fenn, hanem teljes egészében. Proklosz három korábbi szerzőt említ: Khioszi Hippokratészt, Leónt és Theudioszt, de más forrásokban több név, köztük a szobrász Pheidiaszé is felbukkan. Nagyon valószínű, hogy ezeket az könyveket a Platón által alapított Akadémián az oktatásban használták. Arisztotelész munkáiban találkozunk olyan kitételekkel, amelyek geometriai tételek ismeretét feltételezik. Bizonyosra vehető, hogy ezek a tételek a hozzáférhető művekben előfordultak, ezért nem kellett részletesen ismertetnie. Hogy ezeket az Elemeket az utókor csak hírből ismeri, az semmi mással, mint Eukleidész színre lépésével magyarázható.

## Eukleidész munkája
A mű 13 fejezetből áll, de a kor szokásának és az írásművek kézi előállításában alkalmazott technikának megfelelően ezeket könyveknek nevezték. Köztük néhány (V., VII. - IX.) nem kimondottan geometriai fogalmakkal, tételekkel foglalkozik. Röviden úgy mondhatjuk, hogy ez a mű az ókori matematika alapjait, az elemeket tartalmazza: az elemi geometriát, az elemi aritmetikát, a racionális számok elméletének alapjait, az arányok elméletét.
A geometriai rendszer kiépítésében az I. könyv és annak az elején közölt premisszák – definíciók, posztulátumok és axiómák – játszanak szerepet, különösen fontos a 23. definíció (párhuzamosság).
A definíciók a könyvben felhasznált kulcsfogalmakat igyekeznek megmagyarázni (pl. „Pont: az, aminek nincs része.”). A matematikafilozófia mai álláspontja szerint ez naiv próbálkozás, ugyanis nem lehet az alapfogalmakat definiálni. Feltehető, hogy Euklidesz tudatában volt ennek, csakhogy meglehettek a saját, akár filozófiai, akár didaktikai jellegű motivációi, amik miatt mégis a definiálás mellett döntött. Erre utal, hogy ezeket a „definíciókat” a továbbiakban sehol nem használta fel.
Az axiómáknak (pl. „Egyenlőkből [értsd: egyenlő mennyiségekből] egyenlőket elvéve vagy hozzátéve, a kapott dolgok is egyenlők lesznek.”), amelyek a posztulátumok után kaptak helyet, nem pusztán geometriai vonatkozással bírnak, igaz állítások nemcsak szakaszokra, szögekre, hanem puszta számokra, sőt bármilyen mennyiségekre is, amire már Arisztotelész is felhívta a figyelmet.
A posztulátumok jelentik azt a geometriát, amitől Bolyai, Lobacsevszkij és Riemann rendszerét a nemeuklideszi jelzővel különböztetjük meg. A híres-hírhedt 5. posztulátum (egyes kiadásokban a XI. axióma), amit leginkább párhuzamossági axiómaként említenek, túlmutat az Elemek tankönyvi szerepén: Eukleidész a párhuzamosok elméletének kifejtésével rögzítette azt a térszemléletet, amelynek kultúrtörténeti szerepe csak Ptolemaiosz geocentrikus világképével mérhető össze. Ez az a térszemlélet, aminek dogmája két évezreden át ivódott be a gondolkodók tudatába és végül Kant filozófiájában kristályosodott ki:
Eukleidész axiómái az emberi elme elválaszthatatlan tartozékai és ezért objektív érvényességűek a „valódi” térre.
Amikor tehát Eukleidész – kortársaival egyetemben – az „euklideszi” párhuzamosság mellett dönt, a tapasztalati tér, az Univerzum szerkezetének megítéléséről dönt: kiválasztja azt, amelyet korának műszereivel, a földmérők (geométerek) megfigyeléseiből el lehet fogadni. Ma már tudjuk – mert Einstein általános relativitáselmélete és az erre alapuló kísérletek igazolták –, hogy terünk struktúrája nemeuklideszi, s ezzel nyer értelmet Bolyai híres üzenete: „A semmiből egy új, más világot teremtettem”. [forrás?]
A mai filozófiai és matematikai szóhasználatban az axióma és posztulátum fogalma között nincs éles különbség, legalábbis a matematikafilozófián belül. Az axiómák és posztulátumok különválaszthatóak aszerint, hogy a posztulátumok szűkebb értelemben véve, geometriai jellegű fogalmakról kötnek ki feltételeket, az axiómák meg általánosabbak, mennyiségekről szólnak. Akadnak, akik ezen túl másfajta különbséget és a platóni párbeszédek dialektikus fogalmainak, módszereinek hatását is látnak a korabeli fogalmakban; nevezetesen: az axiómák olyan megállapítások, amikben ép ésszel senki nem kételkedhet, a posztulátumok ellenben hipotetikusabb, követelmény jellegűek. [forrás?]

## A könyv története
A legutolsó magyar kiadás (Gondolat, 1983) fordítója, Mayer Gyula bőséges információt szolgáltat a mű hagyományozásáról. Itt csupán a következőkre térünk ki.
Eukleidész életéről, s így művének megjelenéséről csak annyit tudunk, hogy i. e. 300 tájára tehető.
Az első datálható kiadást Héron gondozta i. sz. 60 körül.
A fennmaradt görög szövegek 700 után keletkeztek, s mind egy 370-es kiadás másolatai.
A néhány korai latin nyelvű fordításról csak utalások nyomán van tudomásunk.
Jelentős volt az arab fordítások szerepe az európai középkor „túlélésében”.
Adelard of Bath angol utazó bejárta Egyiptomot, Kis-Ázsiát majd 1120 körül Cordovában szerzett egy mór másolatot és lefordította latinra. A 12. századtól kezdve főleg arab forrásokból készültek az újabb kéziratos latin fordítások.
Az első nyomtatott latin nyelvű kiadás szintén arabról készült és Velencében jelent meg 1482-ben (a fordító ismeretlen). Ugyancsak Velencében jelent meg 1505-ben egy görögből készült latin nyelvű kiadás, melyet Zamberti készített és Theon revideált. 1533-ban jelent meg az eredeti (a teljes szöveget tartalmazó) görög kiadás Simon Grynaeus szerkesztésében.
Az 1532-es német fordítás nyitotta meg a nemzeti nyelvekre (néha csak részleteiben) lefordított mű elterjedését. Az első angol fordítás Henricus Billindsley nevén jelent meg 1570-ben. (A fordító Sir Henry Billngsley 1591-ben London Lord Majorja lett.) Az első magyar fordítást Brassai Sámuel készítette 1865-ben.
Valószínűleg igaz az a becslés, hogy az Elemek a Biblia után legtöbbször kiadott könyv.